# Kiyohara no Motosuke

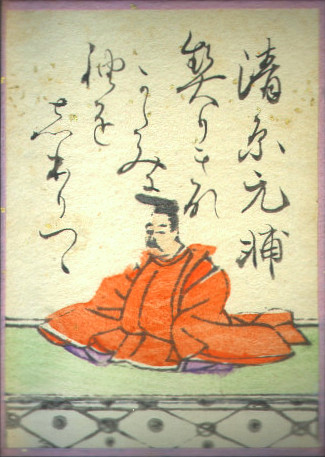
Kiyohara no Motosuke, im Ogura Hyakunin Isshu.

Kiyohara no Motosuke (jap. 清原 元輔; * 908; † 990) war ein adliger japanischer Waka-Dichter und Gelehrter der mittleren Heian-Zeit. Er war ein Enkel des Kiyohara no Fukayabu und der Vater von Sei Shōnagon, der Autorin des berühmten Kopfkissenbuchs. Zeitweise fungierte er als Gouverneur der Provinzen Kawachi und Higo.
Als einer der „Fünf Männer der Birnen-Kammer“ (Nashitsubo no gonin) war er auf Befehl des Murakami-tennō seit Oktober 951 an der Kompilation des Gosen-wakashū und an der Erstellung einer Man’yōshū-Teilausgabe in Kun-Lesung beteiligt.
Er gehört zu den „36 Unsterblichen der Dichtkunst“ (Sanjūrokkasen); eines seiner Gedichte befindet sich in der berühmten Ogura Hyakunin Isshu.
Seine Poesie ist in einigen der offiziellen Anthologien, wie der Shūi-wakashū überkommen. Eine persönliche Gedichtsammlung ist als Motosuke-shū (元輔集, dt. „Sammlung des Motosuke“) überliefert.